# زوليكة مانديلا
زوليكا زوبوهلي مانديلا (9 أبريل 1980 - 25 سبتمبر 2023)، هي كاتبة وناشطة من جنوب إفريقيا، وهي حفيدة الزعيم الافريقي نيلسون مانديلا. كتبت عن إدمانها للجنس والكحول والمخدرات، والاكتئاب ومقتل ابنتها في حادثة سير، علاوة عن تعرضها للاعتداء الجنسي عندما كانت طفلة، ومعاركها مع سرطان الثدي الذي أودى بحياتها في عام 2023م. ووثقت قصتها في سيرة ذاتية تحت عنوان «عندما تهمس الآمال» في عام 2013.

## مرتبة الشرف
وفي عام 2016، تم اختيارها ضمن قائمة "100 امرأة" على قناة بي بي سي.

## الوفاة
توفيت زوليكة مانديلا في 25 سبتمبر 2023 عن عمر ناهز الثالثة والأربعين.